# Fleigneux
Fleigneux é uma comuna francesa na região administrativa de Grande Leste, no departamento Ardenas. Estende-se por uma área de 14,17 km². Em 2010 a comuna tinha 212 habitantes (densidade: 15 hab./km²).